# Iósif Jriplóvich
Iósif  Bentsiónovich Jriplóvich (Иосиф Бенционович Хриплович) (23 de enero de 1937 - 26 de septiembre de 2024), citado como Iósif Jriplóvich, fue un físico teórico ruso que realizó profundas contribuciones a la teoría cuántica de campos, la física atómica y la relatividad general.

## Biografía
Fue investigador jefe del Instituto Budker de Física Nuclear de Novosibirsk y ocupa una cátedra de Física Teórica en la Universidad Estatal de Novosibirsk. Fue elegido miembro de la Academia de Ciencias de Rusia en el 2000 y siguió siendo miembro correspondiente. En el 2004 recibió la Medalla Dirac de Plata por el Avance de la Física Teórica de la Universidad de Nueva Gales del Sur en Sídney, y compartió el Premio Pomeranchuk 2005 con Arkadi Vainshtéin por su destacada contribución a la comprensión de las propiedades del modelo estándar, especialmente para iluminar. Trabajo sobre interacciones débiles y fuertes de cuarks, premio otorgado por el Instituto de Física Teórica y Experimental de Moscú.[cita requerida]
Jriplóvich fue el primero en calcular correctamente la función beta para la renormalización del acoplamiento en una teoría de Yang-Mills no abeliana, aunque en ese momento (1969) la libertad asintótica aún no se reconocía como una propiedad de las interacciones fuertes.[cita requerida]
A principios de la década de 1970, fue uno de los iniciadores de la búsqueda de efectos que violaran la paridad en los átomos, y fue pionero en un gran número de cálculos detallados del efecto en varios átomos, incluido el efecto de la rotación de la polarización de la luz en bismuto, que fue el primer efecto atómico que viola la paridad y que se observó experimentalmente.

## Libros
- Parity Nonconservation in Atomic Phenomena (1991)
- CP Violation without Strangeness. Electric Dipole Moments of Particles, Atoms, and Molecules (1997), con S. K. Lamoreaux.
- General Relativity (2002)